# Platt (Gemeinde Zellerndorf)
Platt ist eine Ortschaft und Katastralgemeinde im österreichischen Weinviertel. Die Ortschaft hat 445 Einwohner (Stand 1. Jänner 2024). Bis Ende 1966 war Platt eine eigenständige Gemeinde. Bekanntheit erlangte die Ortschaft in letzter Zeit aufgrund archäologischer Ausgrabungen auf deren Gebiet.

## Geografie
Platt befindet sich im nördlichen Niederösterreich und liegt im „Retzer Land“ in Nähe der Städte Retz und Pulkau. Die Ortschaft – es handelt sich um ein Angerdorf – wird durch den Plattbach (auch Sulzbach genannt) durchflossen und ist von Weinbergen umgeben. Die höchste Erhebung, an deren Nordhang sich Platt befindet, ist der Sandberg mit 340 m Seehöhe, wo sich ab dem 3. Jahrhundert v. Chr. für etwa 250 Jahre die ausgedehnte Keltensiedlung Sandberg befand. Die Landschaft selbst ist hügelig und besteht größtenteils aus Weingärten und Feldern.

## Geologie
Platt liegt direkt an der Diendorfer Störung, einer geologischen Verwerfung, die sich von Wieselburg bis nach Boskovice in Tschechien erstreckt. Bedingt durch diese Störung treten in Platt immer wieder Erdbeben auf – spürbare sind für die Jahre 1349, 1443, 1595, 1614, 1768 und 1876 belegt – die an vielen Gebäuden in Platt Risse sowie regelmäßig Schäden am Gleiskörper der Bahn verursacht haben. Vor allem entlang der Hauptstraße nach Zellerndorf traten in der Vergangenheit immer wieder schwere Schäden an Gebäuden auf.

## Flurnamen
Noch heute sind folgende Flurnamen in Platt erhalten geblieben:
Aufeld, Bergfeld, Berglüsse, Breitenlüsse, Brunnfeld, Durch´n Grund, Fremdfeld, Gaistalwiesen, Haiden, Höchsten, Hofgaben, Kirchhofgaben, Kirchlüsse, Krautgärten, Landäcker, Mittere Gwanten, Reitfeld, Reitlüsse, Rotbrunnäcker, Scheiben, Wiesäcker, Wolferthaler.

## Bevölkerung
Im Jahr 1840 zählte Platt noch 1200 Einwohner. Zu den Einwohnern, die in Platt den Hauptwohnsitz haben, kommt noch eine Anzahl von Bewohnern mit Nebenwohnsitz, welche größtenteils aus Wien stammen.

## Politik
Platt war bis zum Jahr 1967 eine eigenständige Gemeinde; seit dem 1. Januar 1967 ist Platt Katastralgemeinde der Großgemeinde Zellerndorf.
Platter Bürgermeister (von 1850 bis 1966):
Ferdinand Klein,
Ulrich Kamhuber,
Mathias Waneck,
Jakob Klein,
Josef Minihofer,
Georg Alber,
Mathias Greilinger,
Mathias Fidesser,
Franz Waneck,
Johann Landrichter,
Alois Muhm,
Josef Fidesser,
Josef Haidvogl,
Johann Mayer,
Leopold Putz,
Josef Kamhuber,
Josef Haidvogl,
Franz Scharinger,
Timotheus Windisch,
Theodor Fidesser,
Karl Schwarz,
Stephan Kraus,
Johann Lewisch,
Josef Kamhuber,
Johann Lewisch,
Pfeifer Josef
Ortsvorsteher waren – seit 1967:
Josef Pfeifer,
Leopold Eber,
Josef Stift,
Franz Winalek,
Herbert Winalek,
Ernst Muck

## Geschichte

### Frühe Geschichte
Aufgrund von zwischen 2000 und 2010 durchgeführten archäologischen Grabungen durch das Wiener Institut für Ur- und Frühgeschichte konnte eine Besiedelung des Bereichs von Platt und Umgebung bereits für die Jungsteinzeit nachgewiesen werden. Bedeutende nachgewiesene steinzeitliche Kulturen waren die Notenkopfkeramiker vor 7400 Jahren, ab dieser Zeit ist für Platt eine Besiedelung bis heute belegt. Die Lengyel-Kultur hinterließ mährisch-österreichische Bemaltkeramik (ca. 4000 v. Chr.) in der seltenen Eierschalen-Qualität. Aus dieser Zeit wurde auch eine komplette steinzeitliche Küche in Platt gefunden, welche als Nachbau im lokalen Steinzeitmuseum besichtigt werden kann. Eine Kreisgrabenanlage ist in der Umgebung ebenfalls vorhanden, aber noch nicht wissenschaftlich beforscht. Dem folgte in Platt die Trichterbecherkultur. Für die Bronzezeit sind die Siedlungsplätze der Aunjetitz-Kultur, Baalberger Kultur und Michelsberger Kultur nachgewiesen. Im lokalen Steinzeit & Keltenmuseum Platt sind die lokalen Funde aus der abwechslungsreichen Geschichte des Ortes ausgestellt.
Platt beherbergt außerdem die größte keltische Freilandsiedlung Österreichs, die Keltensiedlung Sandberg, deren Funde im Naturhistorischen Museum Wien und ebenfalls im Steinzeit & Keltenmuseum Platt ausgestellt sind.

### Mittelalter bis heute
Platt wurde schriftlich erstmals 1185 in einer Schenkungsurkunde der Gräfin Elisabeth von Ortenburg, Gattin Graf Rapotos I. von Ortenburg, erwähnt, in welcher eine Liegenschaft in der Nähe von „Plade“ dem in Bayern gelegenen Kloster Asbach geschenkt wurde.
Bis zum Jahr 1848 war – nach wechselnden Besitzverhältnissen – die jeweilige Herrschaft der Stadt Schrattenthal Grundherrin in Platt. Von 1850 bis 1966 war Platt eine selbständige Gemeinde, danach wurde Platt mit 1. Januar 1967 Katastralgemeinde von Zellerndorf.

## Wirtschaft
Heute existieren in Platt abgesehen von Landwirtschaften kaum mehr Betriebe. Das Dorfgasthaus wird nur noch zu besonderen Anlässen geöffnet, es gibt aber Heurige. Im Jahre 1837 gab es noch 26 Gewerbetreibende, darunter zwei Gasthäuser. 1885 gab es nur mehr 20 Gewerbetreibende. Die Ursache dafür lag vermutlich daran, dass Platt an die Nordwestbahn angeschlossen worden ist, wodurch die Lebensgrundlage für viele Gewerbetreibende versiegte; da Retz oder auch Wien leichter erreichbar wurden. In der Landwirtschaft spielen – natürlich neben dem Weinbau – der Anbau von Getreide, Zuckerrüben, Kürbis, Gemüse, Obst und Sonnenblumen eine große Rolle. Viehwirtschaft wird nur mehr für den Eigenbedarf betrieben.

## Verkehr
Seit 1872 ist Platt an die Nordwestbahn angeschlossen, eine direkte Verbindung nach Wien und nach Znaim. Die Haltestelle der Bahn direkt in Platt wurde jedoch erst am 27. September 1981 eröffnet, zuvor befand sie sich im benachbarten Zellerndorf. Weiter existiert noch eine Busverbindung nach Retz und nach Hollabrunn.

## Sehenswürdigkeiten
- Die Pfarrkirche Heiliger Ulrich befindet sich am Ortsrand. Sie wurde im Jahre 1849 geweiht und entstand nach Plänen von Alois Lissek. Sehenswert sind in der Kirche unter anderem die von Paul Troger gemalten Gemälde „Der Tod des heiligen Josef“ und „Maria vom Siege“. Beide Bilder entstanden um das Jahr 1740 und befinden sich heute über den Seitenaltären.
- Von der alten Ulrichskirche (Ulrichskapelle) ist nur noch der im 18. Jahrhundert barockisierte Turm erhalten. Im Museum im Schottenstift in Wien befindet sich ein dem heiligen Ulrich geweihter Flügelaltar, welcher vermutlich aus der ehemaligen Ulrichskirche bzw. Ulrichskapelle in Platt stammt. Die erste Pfarrgründung in Platt erfolgte am 12. September 1783.
- Kellergasse (Leith'n, Holzbrunn' & Nusswald)
- Steinzeitmuseum Platt
- Aussichtsturm am Sandberg

## Sagen und Legenden
Um die Ortschaft Platt ranken sich zahlreiche Sagen und Legenden, die teilweise noch heute erzählt werden. Hier seien nur einige davon – mit der möglichen Erklärung – kurz erwähnt:
Laut einer alten Sage soll sich einmal beim sogenannten Holzbrunnen – damals außerhalb des Ortes – ein Schloss befunden haben, von welchem heute keine Spur mehr zu sehen ist. Der Sage nach wurde es „vom Erdboden verschlungen“, also von einem Erdbeben dem Boden gleichgemacht. Andere Legenden behaupten, es wurde von einfallenden Schweden im Dreißigjährigen Krieg zerstört. Besagtes Schloss wurde im Jahre 1643 als „Schloss mit klainer Capell“ urkundlich erwähnt und wird auch von Franz Xaver Schweickhardt in der Darstellung des Erzherzogtums unter der Enns (1841) erwähnt. Sofern das Schloss jemals tatsächlich existiert hat, wird dessen Standort heute in der Nähe des Ortsangers vermutet.
Die Felder um Platt waren früher dafür bekannt, dass Personen, Tiere oder auch Gerätschaften einfach im Boden verschwanden. Heute weiß man, dass eine Unzahl an sogenannten Erdställen, regelrechte Ganganlagen samt Kammern unter der Erdoberfläche, existieren, in welche die Personen usw. eingebrochen sind. Wann und zu welchem Zweck diese Erdställe genau errichtet worden sind, ist noch nicht bekannt. In Platt kommen zudem durch die Diendorfer Störung verursachte Bodensenkungen und Setzungen als mögliche Ursache hinzu.
Des Weiteren existieren noch Sagen über Irrlichter und über den Baumeister, der die heutige Ulrichskirche erbaut hat: Er soll für den erfolgreichen Bau einen Bund mit dem Teufel geschlossen und von diesem nach vollbrachtem Werk in die Hölle geholt worden sein.

## Persönlichkeiten
- Josef Pazelt (1891–1956), Autor, Heimatdichter, Pädagoge und Politiker
- Josef Pfeifer (1933–2022), Landwirt und Abgeordneter zum Nationalrat